# Кад пушке мирују
„Кад пушке мирују“ је југословенски филм из 1975. године. Режирао га је Владимир Фулгоси, а сценарио је писао Бранислав Ђорђевић.

## Улоге
| Глумац         | Улога |
| -------------- | ----- |
| Славко Бранков |       |
| Мате Ерговић   |       |
| Шпиро Губерина |       |
| Звонко Лепетић |       |
| Томислав Тудић |       |